# Novokuznyecki járás
A Novokuznyecki járás (oroszul Новокузне́цкий муниципа́льный райо́н) Oroszország egyik járása a Kemerovói területen. Székhelye Novokuznyeck.

## Népesség
- 1989-ben 39 436 lakosa volt.
- 2002-ben 50 812 lakosa volt.
- 2010-ben 50 681 lakosa volt, melynek 93%-a orosz, 1,2%-a német, 0,9%-a ukrán, 0,6%-a tatár, 0,5%-a örmény, 0,3%-a azeri, 0,3%-a sór stb.